# Ferrari
Ferrari, «Ферра́ри» — итальянская компания, выпускающая спортивные и гоночные автомобили, базирующаяся в Маранелло. Основана в 1939 году Энцо Феррари, в 1947 году начала выпуск спортивных автомобилей; с 1969 года входила в концерн FIAT, с 2016 года — самостоятельная компания, зарегистрированная в Нидерландах. На протяжении всей своей истории, компания участвует в различных гонках, особенно в Формуле-1, где она имеет наибольший успех. Эмблема «Феррари» — гарцующий жеребец на жёлтом фоне. Традиционный цвет автомобилей — красный, но компания выпускает автомобили и других цветов.

## История

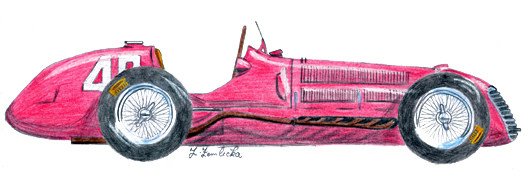
Ferrari 125

С начала 1920-х годов Энцо Феррари работал гонщиком и торговым представителем компании «Альфа-Ромео». В 1929 году «Альфа-Ромео» из-за финансовых трудностей вынуждена была прекратить участие в автогонках, и Энцо Феррари основал гоночную команду «Скудерия Феррари» (Scuderia Ferrari); она продолжала использовать автомобили «Альфа-Ромео», но была финансово независимой. В 1939 году Энцо Ферра́ри порвал отношения с «Альфа-Ромео» и основал свою компанию Auto Avio Costruzioni. Она начала производить авиационные моторы, а с началом Второй мировой войны — шлифовальные станки и другое промышленное оборудование. Первый гоночный автомобиль компания выпустила только в марте 1947 года (125 S), а первый дорожный автомобиль — в 1948 году (Ferrari 166 Inter). Основой этих автомобилей стал двигатель V12, разработанный Джоаккино Коломбо (двигатель Ferrari Colombo), его модификации использовались до 1988 года. В 1948 году собственная команда «Феррари» впервые одержала победу в гонках «Милле-Милья» и «Тарга-Флорио». В 1949 году команда победила в тех же соревнованиях, а также в гонке «24 часа Ле-Мана».
В 1950 году начался выпуск серии автомобилей America. В 1950 году был основан чемпионат Формула-1, и Ferrari является единственной командой, участвовавшей во всех сезонах. В 1952 году команда впервые выиграла чемпионат благодаря гонщику Альберто Аскари, всего за 1952 год автомобили Ferrari победили в 16 гонках из 17, в которых принимали участие.
До начала 1950-х годов автомобили Ferrari изготавливались поштучно, каждая модель была изготовлена не более чем в 5 экземплярах. Всего к началу 1954 года Энцо Феррари выпустил около 200 своих машин в эксклюзивно-дорожном варианте и 250 гоночных моделей. Создавая свои дорожные автомобили, Феррари обращался к разным дизайнерским компаниям, делая свои модели непохожими друг на друга. Но модель Ferrari 250, представленная в 1953 году положила начало многолетнему и плодотворному сотрудничеству с компанией «Пининфарина» и стала первой сравнительно массовой моделью.
В 1956 году умер Альфред «Дино» Феррари, сын Энцо Феррари. В компании отца он работал над новым двигателем V6, работа над которым была завершена конструктором Витторио Яно. В честь Дино был назван как двигатель, так и отдельная марка автомобилей (Ferrari Dino), а также модель Fiat Dino.
В 1960 году Ferrari была реорганизована в публичную компанию Società Esercizio Fabbriche Automobili e Corse (SEFAC); к этому времени главным рынком сбыта стала Северная Америка, куда экспортировалось 40 % автомобилей. Однако к концу 1960-х годов продажи начали падать; все усилия Энцо Феррари сосредоточил на участии в спортивных соревнованиях, что начало сказываться на качестве выпускаемых дорожных автомобилей. За 1969 год было продано всего 619 машин. Среди моделей 1960-х годов были фастбек 250 GTE с кузовом «2+2», 330 GT, Berlinetta Lusso, Daytona. Также производилась модель Ferrari 250 GTO, всего их было выпущено 39, в 2013 году Ferrari 250 GTO 1963 года был продан за рекордные 52 млн долларов и стал самым дорогим автомобилем в мире.

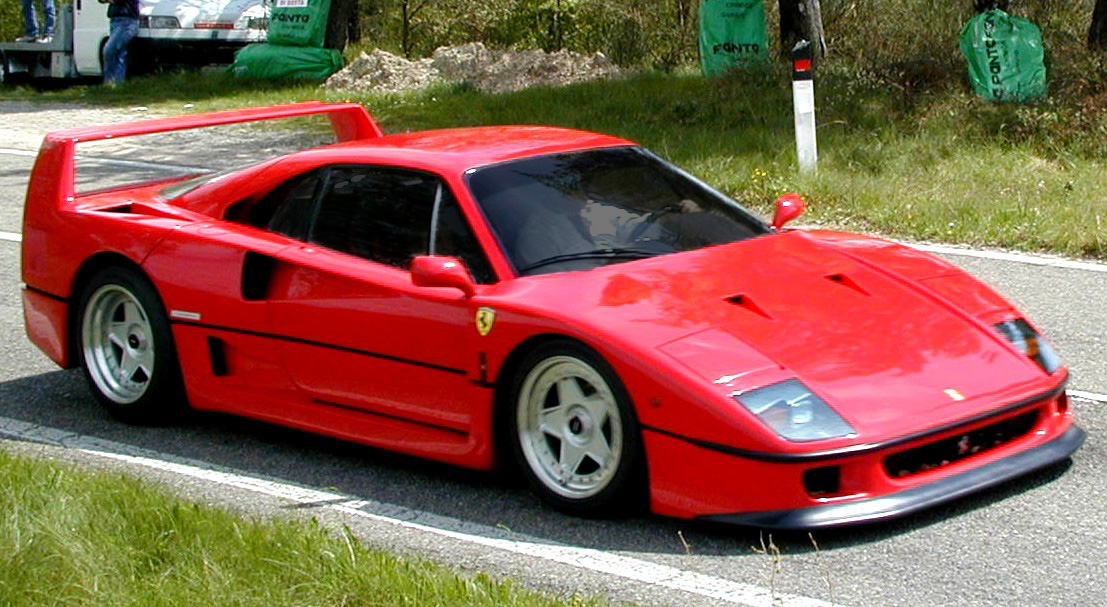
Ferrari F40

В июне 1969 года 50 % акций Ferrari было куплено концерном Fiat; Энцо Феррари сохранил за собой остальные 50 %, а также контроль над гоночным подразделением. Инвестиции Fiat позволили увеличить производство до более, чем 1000 автомобилей в 1970 году и 2000 в конце 1970-х годов. В 1988 году, после смерти основателя, Fiat увеличил свою долю до 90 %. Последняя модель, над которой работал Энцо Феррари, была F40.
В 1992 году компанию возглавил Лука Кордеро ди Монтедземоло, который оставался председателем до 2014 года. Под его руководством был полностью обновлён модельный ряд, вместо двух старых моделей были разработаны 9 новых, включая сравнительно недорогую Ferrari 355 (160 тыс. долларов) и 456M с задним сиденьем.
В 1997 году Fiat перевёл в подчинение Ferrari другого производителя спортивных машин — Maserati, однако в 2005 году они были разделены. В конце 1990-х годов Ferrari начала лицензировать свой бренд для производства часов, парфюмерии, одежды и игрушек, а также для использования в компьютерных играх.
В октябре 2014 года Fiat Chrysler Automobiles NV (FCA) объявила о своих намерениях выделить Ferrari. В сентябре 2015 года в Нидерландах была зарегистрирована холдинговая компания Ferrari N.V., на которую были переведены все 100 % акций Ferrari SpA. В октябре 2015 года было проведено первичное публичное предложение на Нью-Йоркской фондовой бирже, а в январе 2016 года — также на Итальянской фондовой бирже.

## Собственники и руководство
Крупнейшим акционером является холдинговая компания семьи Аньели Exor, ей принадлежит 24,65 % акций и 36,48 % голосов. Второй крупнейший акционер — трастовый фонд Пьеро Феррари, зарегистрированный на острове Джерси, его доля составляет 10,48 % акций и 15,51 % голосов. Крупнейшим институциональным инвестором является BlackRock (6,07 %).
- Джон Элканн (John Elkann) — председатель совета директоров, также генеральный директор Exor и председатель Stellantis;
- Пьеро Феррари (Piero Ferrari) — вице-президент с 1988 года, в компании с 1965 года;
- Бенедетто Винья (Benedetto Vigna, род. 10 апреля 1969 года) — генеральный директор (CEO) с июня 2021 года, до этого был президентом STMicroelectronics.

## Деятельность
Компания выпускает гоночные и спортивные автомобили. В 2008 году компания продала 6662 автомобиля, в 2023 году — 13 663. С 2003 по 2023 год Ferrari производила двигатели для Maserati. Все автомобили и двигатели производятся на заводе в Маранелло, шасси к ним изготавливаются на заводе в Модене. У Ferrari по состоянию на 2023 год было 178 авторизованных дилеров, у которых в сумме было 196 торговых точек; компании принадлежит 14 магазинов, ещё два работают на правах франчайзинга.
Компания оказывает финансовые услуги автодилерам и покупателям в партнёрстве с банком CA Auto Bank S.p.A. (дочерняя структура Crédit Agricole). Финансовые услуги и доход от спонсорских контрактов приносит около 10 % выручки.
Выручка компании за 2023 год составила 5,97 млрд евро, её распределение по регионам: Европа, Ближний Восток и Африка — 44 %; Америка — 28 %; КНР, Гонконг и Тайвань — 11 %; остальной Азиатско-Тихоокеанский регион — 17 %. Компания занимает около четверти мирового рынка престижных спортивных автомобилей в ценовой категории от 180 тыс. евро, причём если в Америке доля составляет 20 %, то в Китае −43 %.
Гоночное подразделение компании «Скудерия Феррари» (итал. Scuderia Ferrari) выступает в гонках Формула 1 и является самой успешной за всю историю гонок (15 раз становились чемпионами мира и 16 раз выигрывали Кубок конструкторов).

## Эмблема
Эмблема Ferrari — гарцующий жеребец на жёлтом фоне — впервые появилась на печатных материалах и официальных документах компании в 1929 году. Однако в то время «Гарцующий жеребец» не изображался на машинах, так как они принадлежали Alfa Romeo и имели собственную эмблему в виде клеверного листа на белом фоне треугольной формы.
Изображение гарцующей лошади тогда не было уникальным — например, с 1860-х годов оно было на паровой технике (локомобили и катки) британской фирмы «Aveling and Porter».
Энцо Феррари в своих воспоминаниях писал:
«В качестве заводской марки я продолжал использовать изображение вздыбленного коня, которое появилось у меня сначала на машинах Scuderia Ferrari. История этого вздыбленного коня простая и забавная. Такую эмблему нес на своем истребителе Франческо Баракка с Первой мировой войны. Его сбили под Монтелло. Когда в 1923 году я выступил на трассе „чиркуито дель Савио“ в Равенне, я познакомился с графом Энрико Баракка, отцом героя. Он представил меня своей жене, графине Паолине Баракка, которая однажды предложила: Феррари, а почему бы вам не изобразить вздыбленного коня моего сына на вашем гоночном автомобиле? Он принесет вам удачу.

Я все ещё храню фотографию аса с посвящением его родителей, в котором они вверяют мне этот знак с конём. Конь был и остался чёрным. Я же добавил золотистый фон, который является цветом города Модены».
Эмблема Scuderia Ferrari выглядит в виде треугольного щита, а фирменный знак завода Феррари в виде прямоугольника, с полосатой лентой итальянского флага.

## Модели

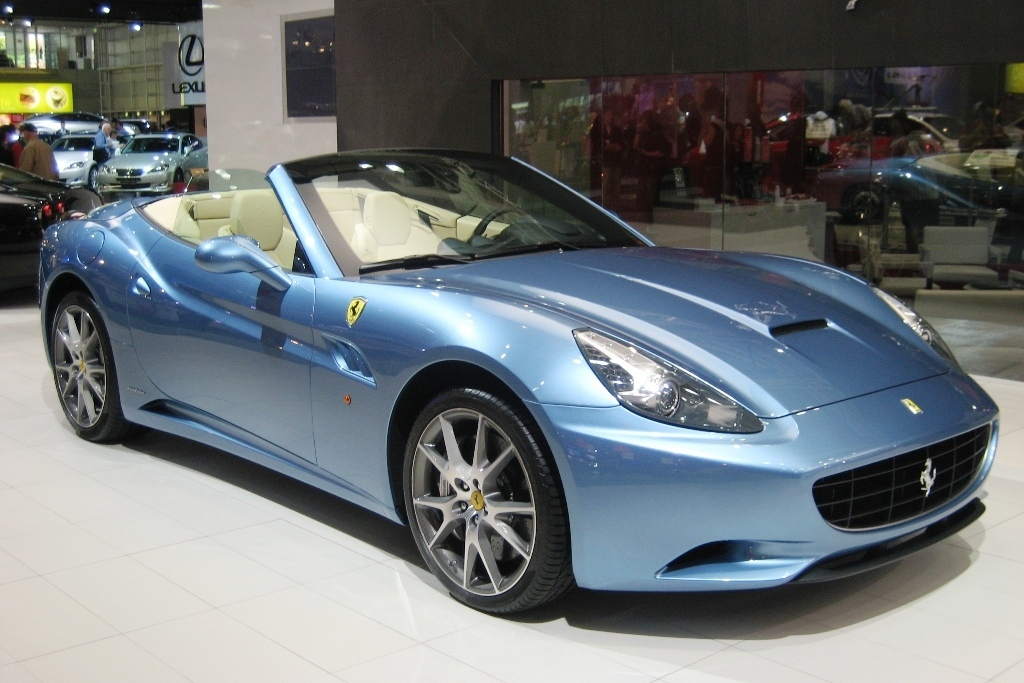
Ferrari California

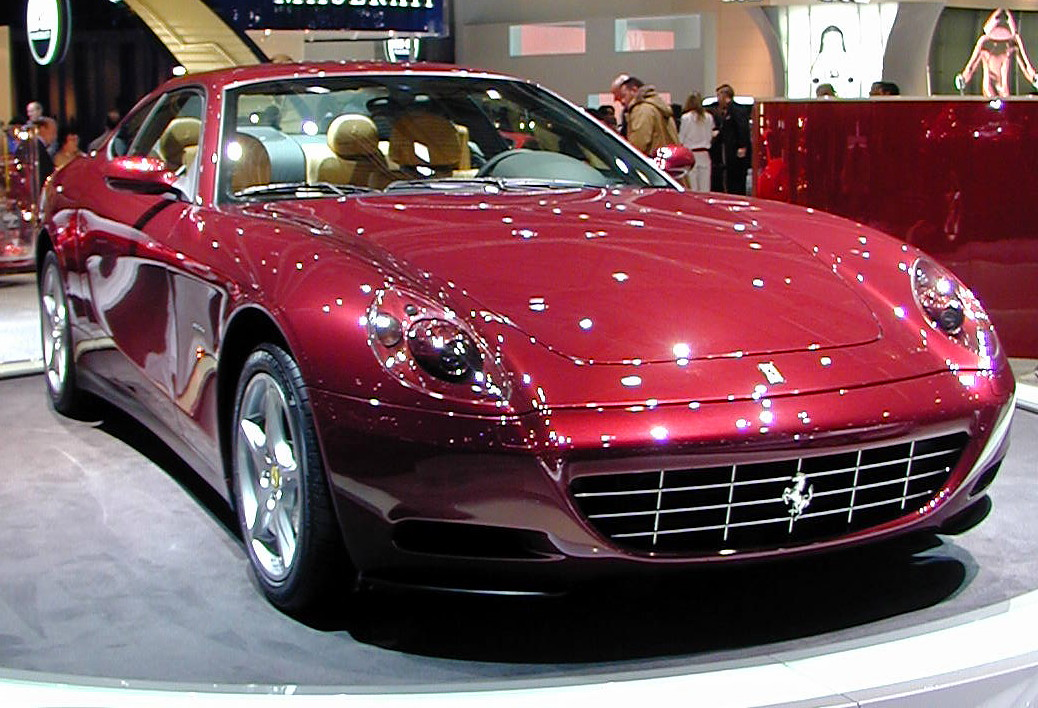
Ferrari 612 Scaglietti

### Суперкары
- Dino 206/246/208/308 (1967—1980)
- Ferrari Mondial 8/QV/Cabriolet (1981—1990)
- Ferrari 308/208 (1975—1985)
- Ferrari 328 (1985—1989)
- Ferrari 348 TB/TB/GTB/GTS/Spider/Speziale/GT Competizione (1989—1995)
- Ferrari 355 Berlinetta/GTS/Spider/F1 Spider Serie Fiorano (1994—1999)
- Ferrari 360 Modena/Spider (1999—2004)
- Ferrari F430 (2004—2009)
- California (2008—2017)
- Ferrari 458 Italia (2009—2015)
- Ferrari 125 (1947)
- Ferrari 159 (1947)
- Ferrari 166 (1948—1953)
- Ferrari 195 (1950—1952)
- Ferrari 212 (1951/52)
- Ferrari 250 (1952—1966)
- Ferrari 275 (1964—1967)
- Ferrari 330 (1963—1970)
- Ferrari 340 America (1951)
- Ferrari 342 America (1952/53)
- Ferrari 365 GT/GT4 2+2/GT4/BB/GTB/GTS/GTC/California Cabriolet (1966—1976)
- Ferrari 375 America (1953—1955)
- Ferrari 512 BB (1976—1984)
- Ferrari Testarossa, 512 TR, 512 M (1984—1996)
- Ferrari 550 Maranello (1996—2001)
- Ferrari 575 Maranello (2002—2006)
- Ferrari 365 GT 2+2, GT4 2+2 (1966—1976)
- Ferrari 400 Superamerica (1959—1964)
- Ferrari 400i (1976—1985)
- Ferrari 410 Superamerica (1955—1959)
- Ferrari 412 (1985—1989)
- Ferrari 456 GT/MGT (1993—2004)
- Ferrari 500 Superfast (1964—1966)
- Ferrari 612 Scaglietti (2004—2011)
- Ferrari 599 GTB (2006—2012)
- Ferrari 599 GTO (2010—2012)
- Ferrari 288 GTO (1984—1986)
- Ferrari F40 (1987—1992)
- Ferrari F50 (1996—1997)
- Ferrari Enzo (2002—2005)
- Ferrari FXX (2005—2007)
- Ferrari F12berlinetta (2012—2017)
- LaFerrari (2013—2018)
- Ferrari 488 GTB (2015—2019)
- Ferrari SF90 Stradale (с 2019)
- Ferrari Monza SP1/SP2 (с 2019)
- Ferrari F8 Tributo (c 2020)
- Ferrari F80 (2024)

### Гоночные автомобили
- AAC 815 (1940)
- Dino 166 P/206 SP/S (1965—1966)
- Dino 196 S/296 S/246 S (1958—1960)
- Ferrari 196 SP/286 SP (1962)
- Ferrari 246 SP (1961)
- Ferrari 248 SP/268 SP (1962)
- Ferrari 250 S (1952)
- Ferrari 250 MM (1952—1953)
- Ferrari 250 Monza (1954)
- Ferrari 250 Testa Rossa (1957—1962)
- Ferrari 250 P (1963)
- Ferrari 250 LM (1963—1966)
- Ferrari 250 S/MM/LM (1952/53-1963/66)
- Ferrari 250 GTO (1961—1964)
- Ferrari 275 S (1950)
- Ferrari 275 P (1964)
- Ferrari 290 MM (1956/57)
- Ferrari 312 S (1958)
- Ferrari 312 P/PB (1969—1973)
- Ferrari 315 S (1957)
- Ferrari 330 LM/TR (1962)
- Ferrari 330 P/P1/P2/P3/P4 (1963—1967)
- Ferrari 335 S (1957)
- Ferrari 340 Mexico (1952)
- Ferrari 340 MM (1953)
- Ferrari 365 P (1965)
- Ferrari 375 MM/Plus (1953—1954)
- Ferrari 376 S (1955)
- Ferrari 410 S (1956)
- Ferrari 500 Mondial (1953)
- Ferrari 500 TR (1956)
- Ferrari 512 S (1970—1971)
- Ferrari 625 TF (1953)
- Ferrari 625 LM (1956)
- Ferrari 735 S (1953)
- Ferrari 750 Monza (1954—1955)
- Ferrari 860 Monza (1956)

### Прототипы и исследования дизайна
- 250 GT Zagato 3Z
- 250P5 (1968)
- 360 Barchetta
- 365 GTC4 Spider
- 512 BB
- F50 GT
- FX
- GG50
- 512 S Modulo (1970)
- Mythos
- Pinin (1976)
- PPG Pace Car (1987)
- Rosso
- Superfast I—IV (1956—1962)

### Grand-Prix и F1 купе
- Ferrari 125 GP (1948/49)
- Ferrari 125 F1 (1949/50)
- Ferrari 275 F1 (1950)
- Ferrari 375 F1 (1950/51)
- Ferrari 212 F1 (1951)
- Ferrari 500 (1952/53)
- Ferrari 625F1 (1954/55)
- Ferrari 553 Squalo (1953/54)
- Ferrari 555 Supersqualo (1955)
- Ferrari D50 (1956)
- Ferrari 801 (1957)
- Ferrari 246 F1 (1958)
- Ferrari 156 F1 (1961—1964)
- Ferrari 158 (1964/65)
- Ferrari 1512 (1964/65)
- Ferrari 312 F1 (1966—1969)
- Ferrari 246 F1 (1966)
- Ferrari 312 B/B2/B3 (1970—1974)

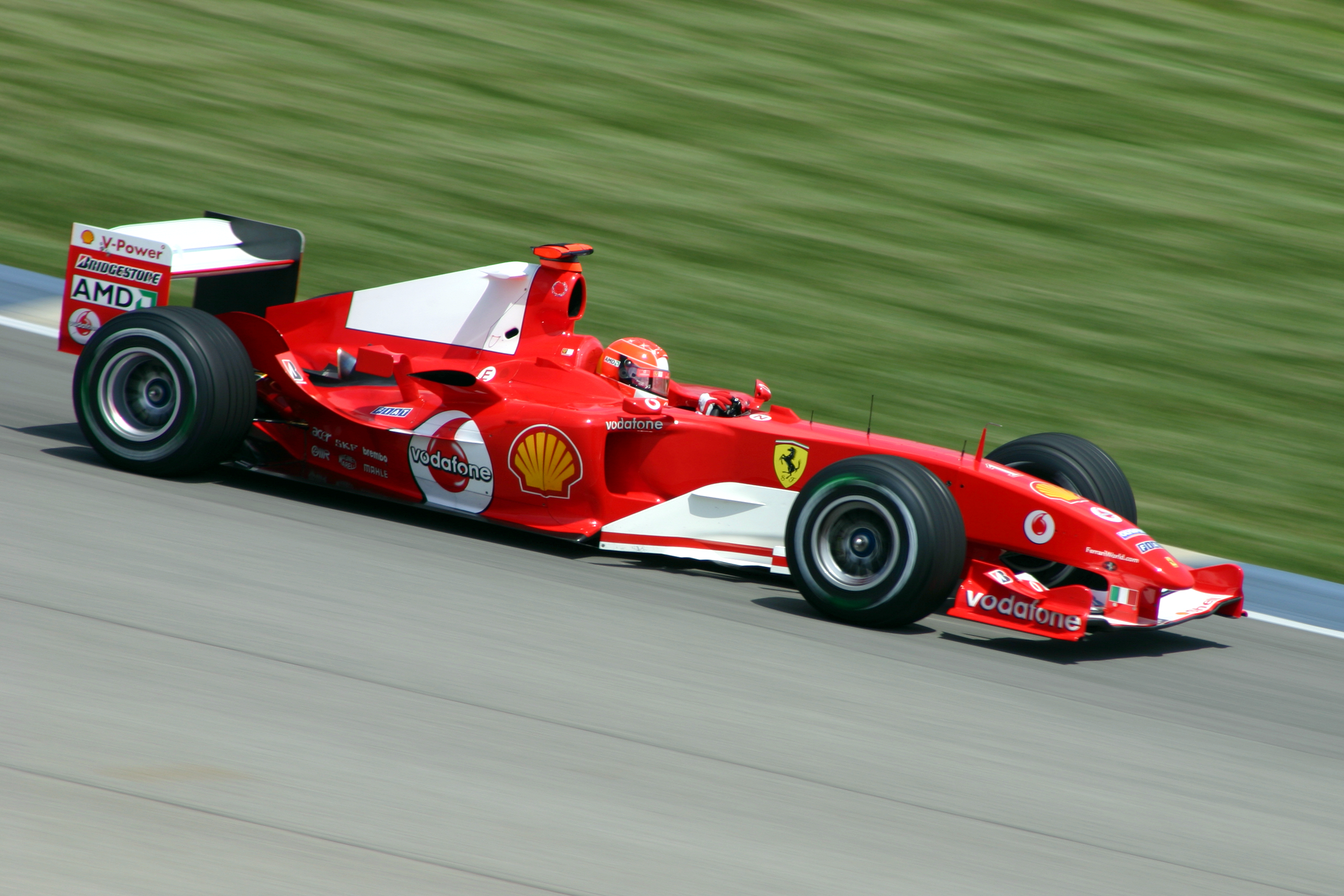
Болид М. Шумахера F1 Ferrari F2004

- Ferrari 312 T/T2/T3/T4/T5 (1974—1980)
- Ferrari 126 C/C2/3/C4 (1980—1984)
- Ferrari 156/85 (1985)
- Ferrari F1/86 (1986)
- Ferrari F1/87/88С (1987—1988)
- Ferrari 640 (1989)
- Ferrari 641 (1990)
- Ferrari 642 (1991)
- Ferrari 643 (1991)
- Ferrari F92A (1992)
- Ferrari F93A (1993)
- 412 T1/T1B/T2 (1994—1995)
- F310/F310B (1996—1997)
- F300 (1998)
- F399 (1999)
- F1-2000 (2000)
- Ferrari F2001 (2001)
- Ferrari F2002 (2002)
- Ferrari F2003-GA (2003)
- Ferrari F2004 (2004)
- Ferrari F2005 (2005)
- Ferrari 248 F1 (2006)
- Ferrari F2007 (2007)
- Ferrari F2008 (2008)
- Ferrari F60 (2009)
- Ferrari F10 (2010)
- Ferrari 150° Italia (2011)
- Ferrari F2012 (2012)
- Ferrari F138 (2013)
- Ferrari F14 T (2014)
- Ferrari SF15-T (2015)
- Ferrari SF16-H (2016)
- Ferrari SF70H (2017)
- Ferrari SF71H (2018)
- Ferrari SF90 (2019)
- Ferrari SF1000 (2020)
- Ferrari SF21 (2021)
- Ferrari F1-75 (2022)
- Ferrari SF-23 (2023)

### 2 местное купе
- 166F2 (1948—1950)
- Ferrari 500F2 (1952/53)
- Ferrari 553F2 Squalo (1953)
- Dino 156F2 (1957—1960)
- Dino 166F2 (1967—1970)

### другие модели
- 166FL (1949—1950)
- Ferrari 125F1 Special (1951—1954)
- Ferrari 375 Indianapolis (1952—1954)
- Ferrari 625/750 (1954—1960)
- Ferrari 625 Tasman (1957—1960)
- Ferrari 555/860 (1956/57)
- Ferrari 296MI (2021)
- Ferrari 412MI (1958)
- Dino 246F1/250TR (1960—1962)
- Dino 246 Tasman (1969/70)
- Ferrari Purosangue (с 2023)

## Дорожные модели Ferrari

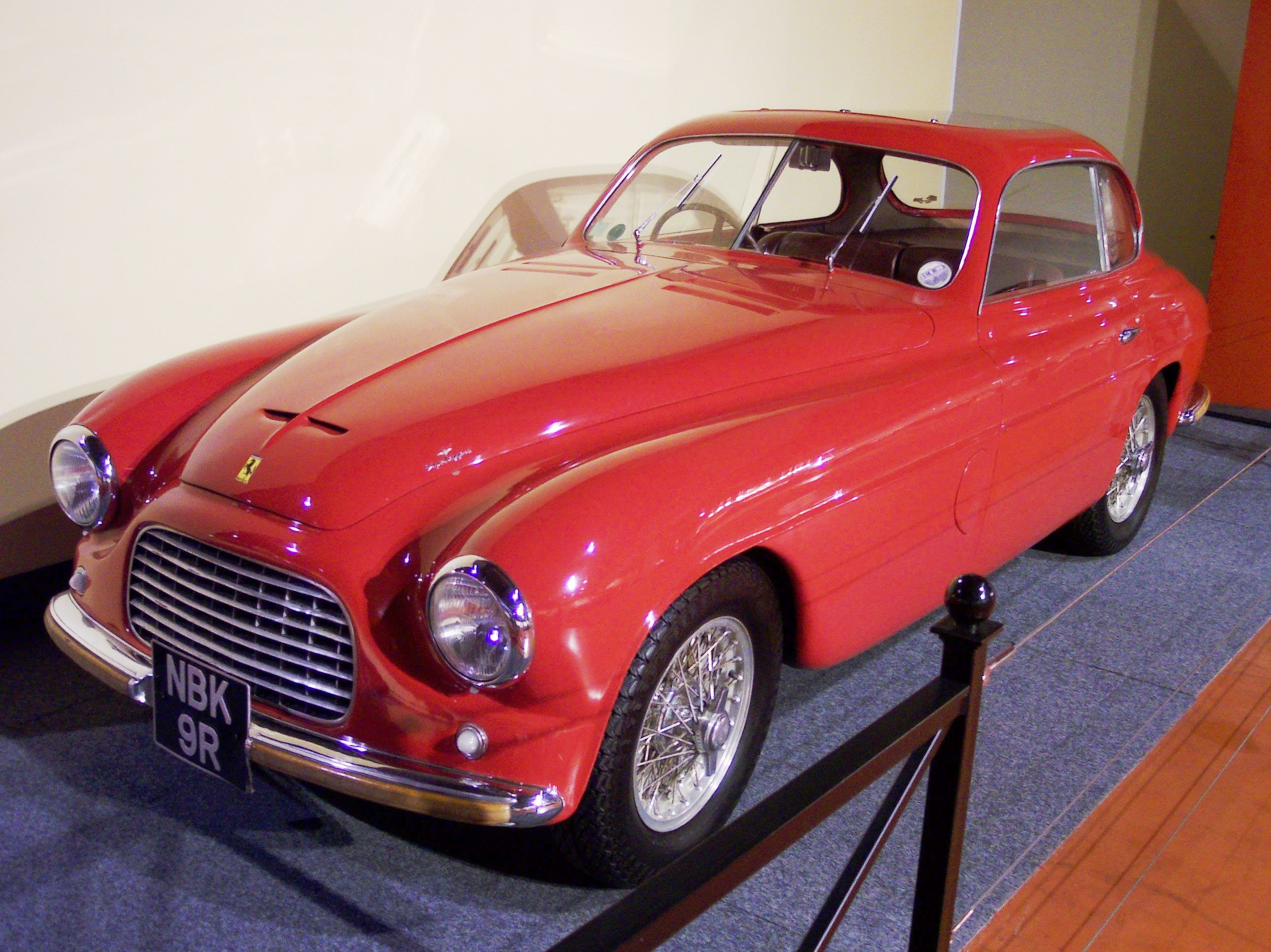
Ferrari 166 Inter Coupe Touring, 1949

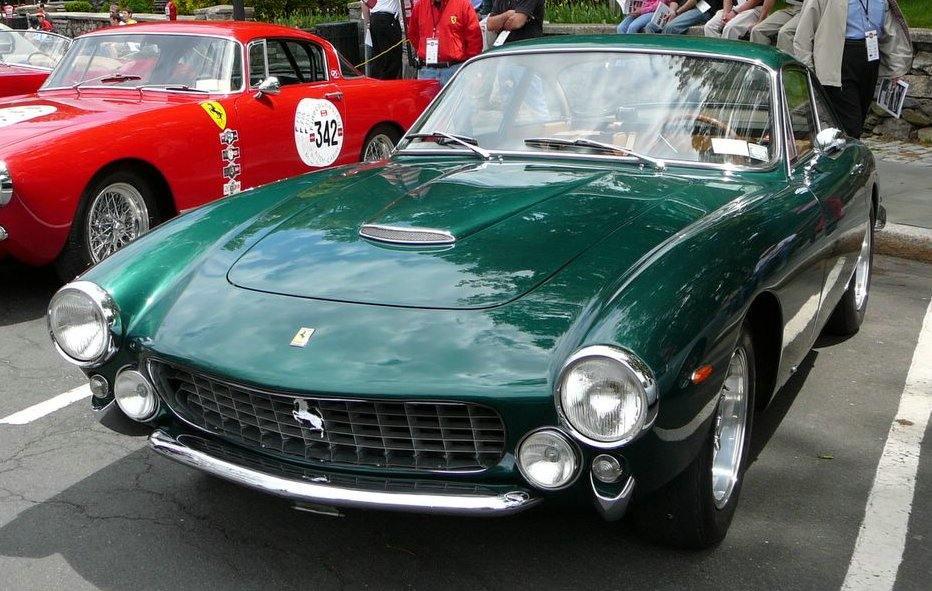
1964 Ferrari 250 GT Lusso Berlinetta

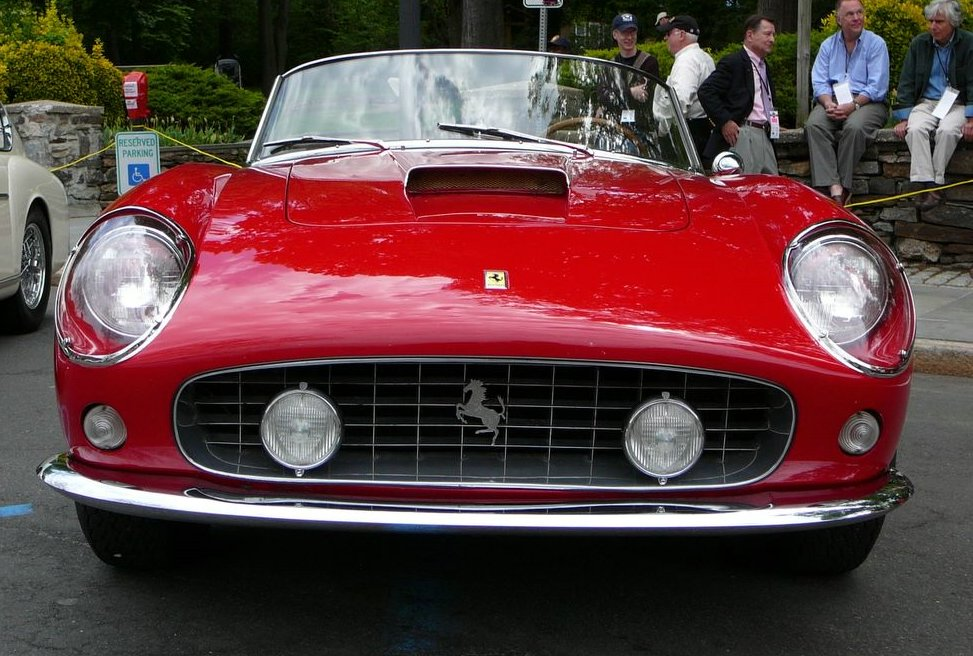
1958 Ferrari 250 GT California Spyder

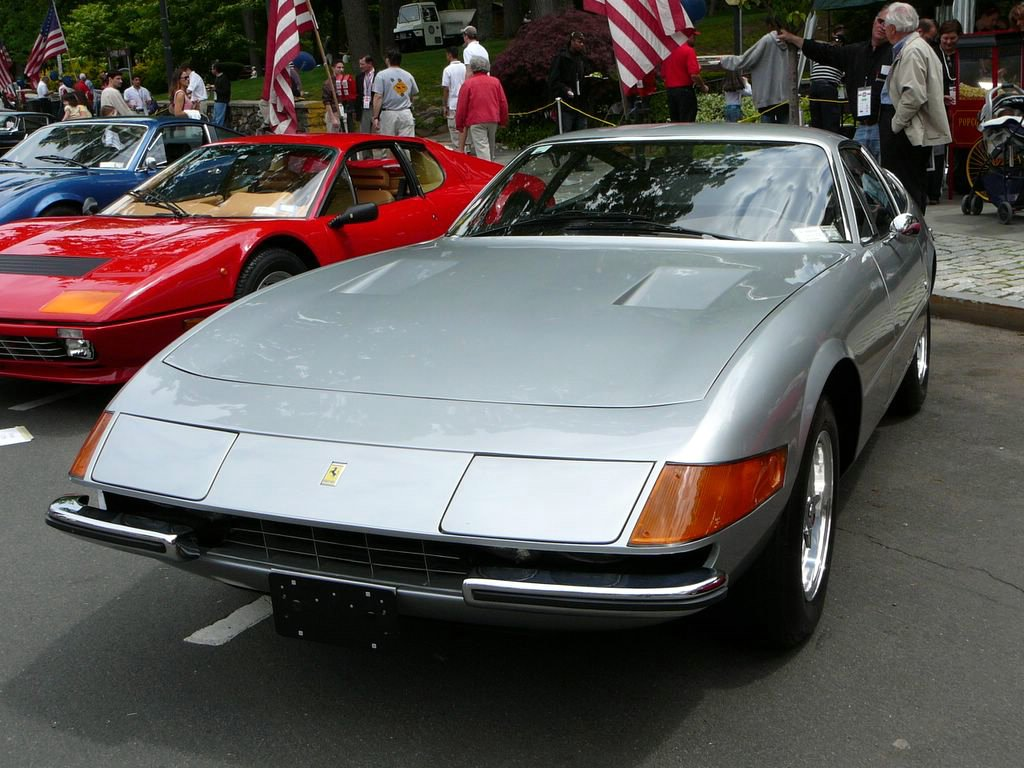
Ferrari Daytona

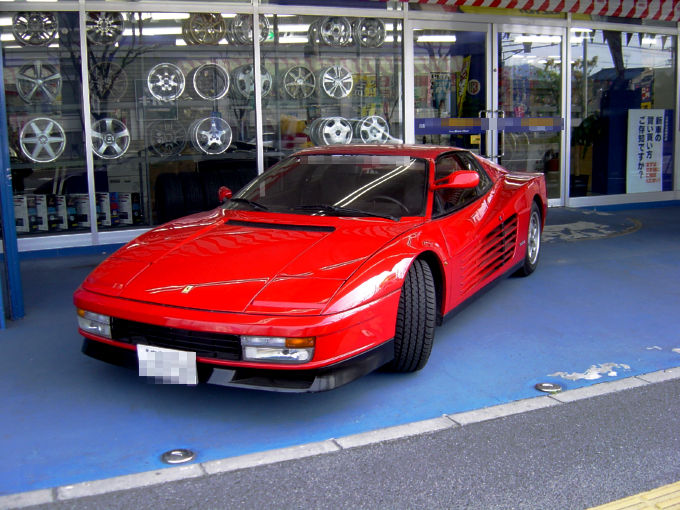
Ferrari Testarossa

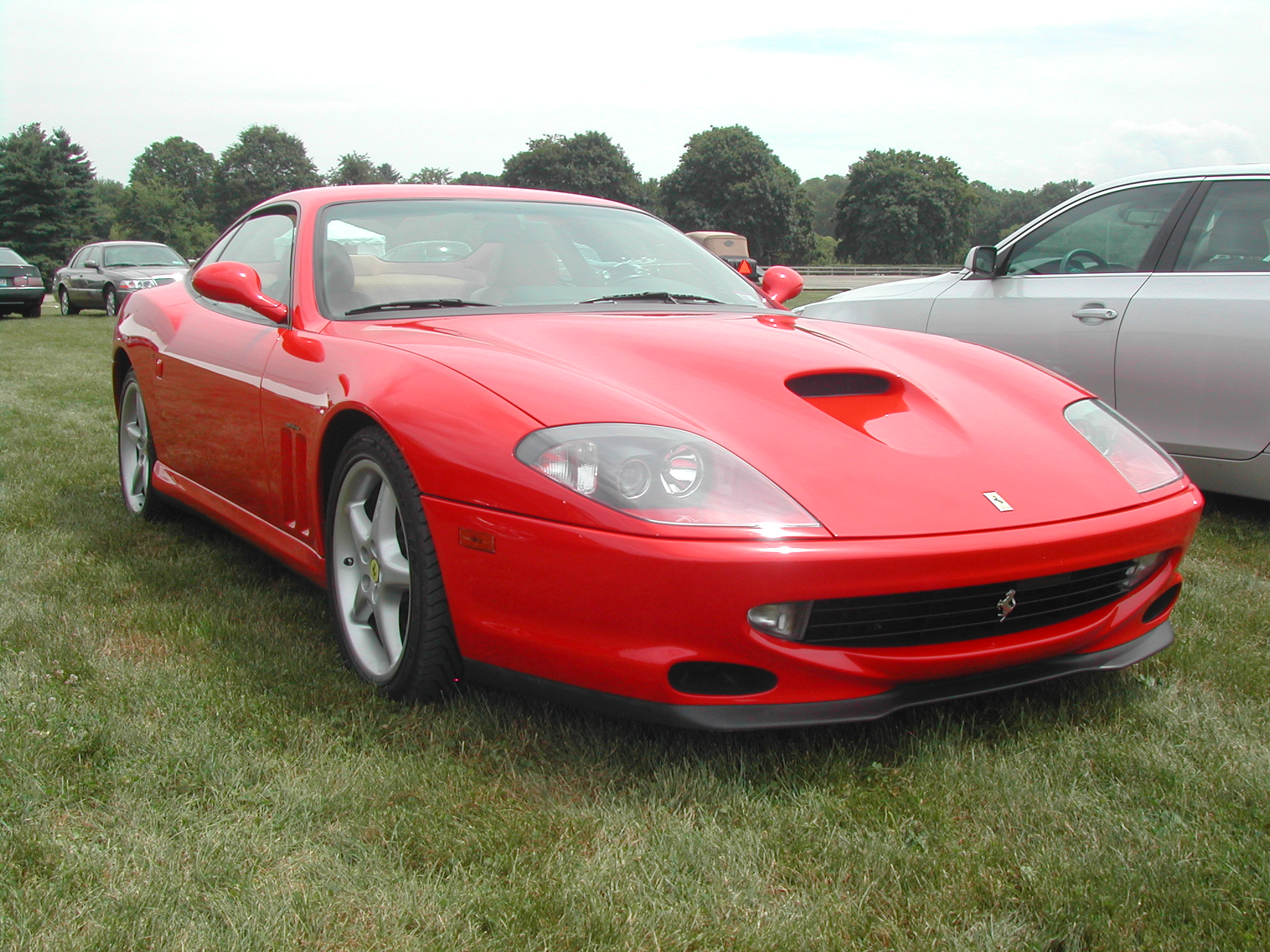
Ferrari 550 Maranello

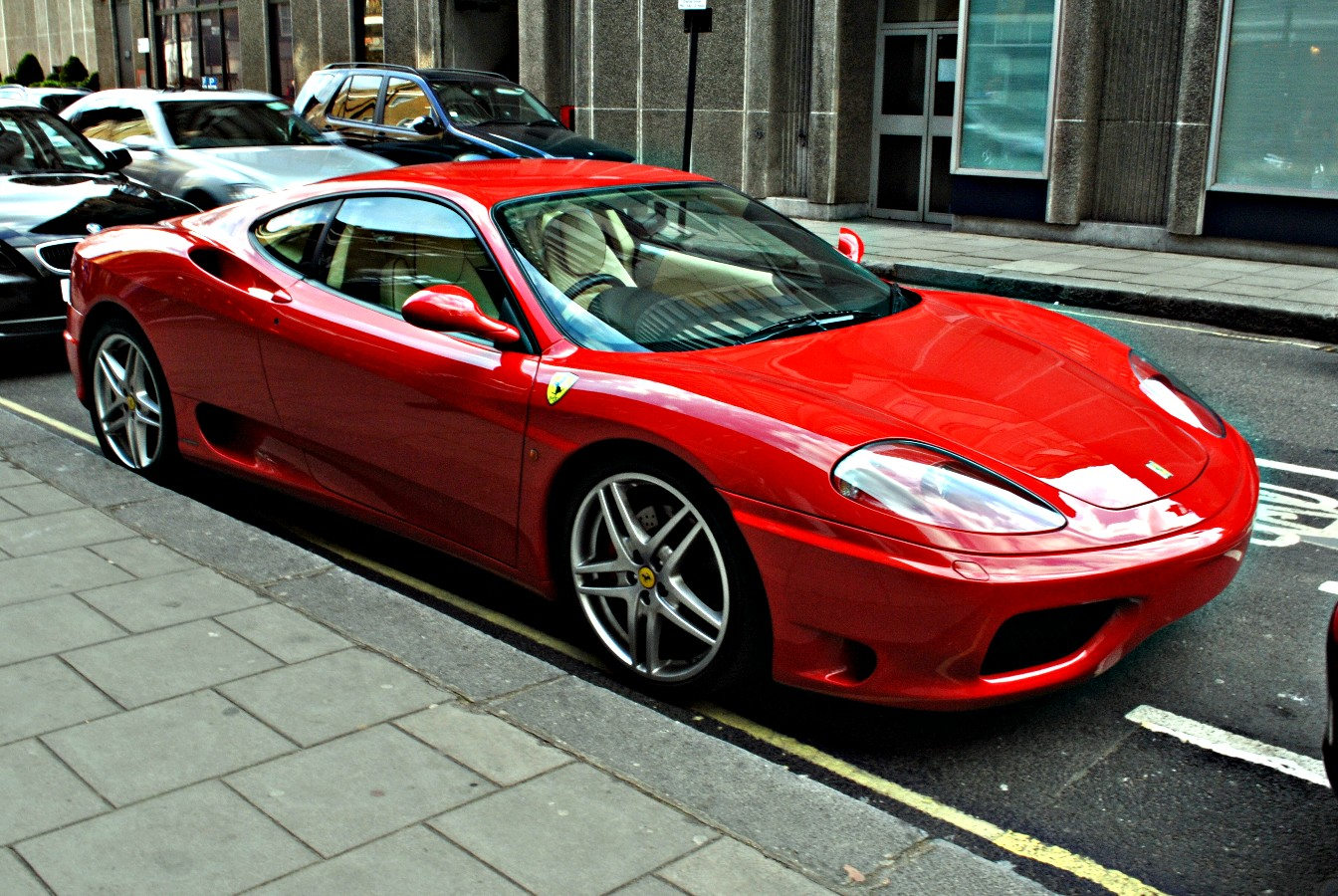
Ferrari 360 Modena

| Год  | Модель                  |
| ---- | ----------------------- |
| 1948 | 166 Inter               |
| 1951 | 195 Inter               |
| 1951 | 212 Inter               |
| 1952 | 342 America             |
| 1953 | 250 Europa              |
| 1953 | 375 America             |
| 1954 | 250 GT                  |
| 1956 | 410 Superamerica        |
| 1957 | 250 GT California       |
| 1959 | 250 GT Cabriolet        |
| 1960 | 400 Superamerica        |
| 1960 | 250 GT 2+2              |
| 1962 | 250 GTL                 |
| 1964 | 275 GTB                 |
| 1964 | 275 GTS                 |
| 1964 | 330 GT 2+2              |
| 1964 | 500 Superfast           |
| 1966 | 275 GTB/4               |
| 1966 | 275 GTS/4               |
| 1966 | 330 GTC                 |
| 1966 | 330 GTS                 |
| 1966 | 365 P Speciale          |
| 1966 | 365 California          |
| 1967 | 365 GT 2+2              |
| 1967 | Dino 206 GT             |
| 1968 | 365 GTC                 |
| 1968 | 365 GTS                 |
| 1968 | Ferrari 365 GTB/4       |
| 1969 | 365 GTS/4               |
| 1969 | Dino 246 GT             |
| 1969 | Dino 246 GTS            |
| 1971 | 365 GTC4                |
| 1971 | 365 GT4 BB              |
| 1972 | 246 GTS                 |
| 1972 | 365 GT4 2+2             |
| 1973 | Dino 308 GT4            |
| 1975 | Dino 208 GT4            |
| 1975 | 308 GTB                 |
| 1976 | 308 GT4                 |
| 1976 | 400 Automatic           |
| 1976 | 400 GT                  |
| 1976 | 512 BB                  |
| 1977 | 308 GTS                 |
| 1979 | 400i Automatic          |
| 1979 | 400i GT                 |
| 1980 | 208 GTB                 |
| 1980 | 208 GTS                 |
| 1980 | 308 GTBi                |
| 1980 | 308 GTSi                |
| 1980 | Mondial 8               |
| 1981 | 512 BBi                 |
| 1982 | 208 GTB Turbo           |
| 1982 | 208 GTS Turbo           |
| 1982 | 308 GTB Quattrovalvole  |
| 1982 | 308 GTS Quattrovalvole  |
| 1982 | Mondial Quattrovalvole  |
| 1983 | Mondial QV Cabriolet    |
| 1984 | GTO                     |
| 1984 | Testarossa              |
| 1985 | 328 GTB                 |
| 1985 | 328 GTS                 |
| 1985 | 412 Automatic           |
| 1985 | 412 GT                  |
| 1985 | Mondial 3.2 GTB         |
| 1985 | Mondial 3.2 GTS         |
| 1986 | GTB Turbo               |
| 1986 | GTS Turbo               |
| 1987 | F40                     |
| 1989 | 348 TB                  |
| 1989 | 348 TS                  |
| 1989 | Mondial T               |
| 1989 | Mondial T Cabriolet     |
| 1991 | 512 TR                  |
| 1992 | 456 GT                  |
| 1992 | 456 GTA                 |
| 1993 | 348 GTB                 |
| 1993 | 348 GTB                 |
| 1993 | 348 GTS                 |
| 1994 | F355 Berlinetta         |
| 1994 | F355 GTS                |
| 1994 | F355 GTS                |
| 1995 | F50                     |
| 1995 | F355 Spider             |
| 1996 | 550 Maranello           |
| 1997 | 355 F1 Berlinetta       |
| 1997 | 355 F1 GTS              |
| 1997 | 355 F1 Spider           |
| 1998 | 456M GT                 |
| 1998 | 456M GTA                |
| 1999 | 360 Modena              |
| 2000 | 360 Spider              |
| 2001 | 550 Barchetta           |
| 2002 | 575M Maranello          |
| 2002 | Enzo                    |
| 2003 | 360 Challenge Stradale  |
| 2004 | 612 Scaglietti          |
| 2004 | F430                    |
| 2005 | Ferrari F430 Spider     |
| 2005 | 575 Superamerica        |
| 2005 | FXX                     |
| 2006 | 612 Kappa               |
| 2006 | P4/5                    |
| 2007 | 599 GTB Fiorano         |
| 2007 | 612 Sessanta            |
| 2008 | Ferrari SP1             |
| 2008 | Ferrari 430 Scuderia    |
| 2008 | California              |
| 2008 | Scuderia Spider 16M     |
| 2009 | 599XX                   |
| 2009 | 458 Italia              |
| 2010 | P540 Superfast Aperta   |
| 2010 | 599 SA Aperta           |
| 2010 | 599 GTO                 |
| 2011 | Ferrari FF              |
| 2011 | Ferrari Superamerica 45 |
| 2011 | Ferrari 458 Spider      |
| 2012 | Ferrari F12berlinetta   |
| 2013 | LaFerrari               |
| 2014 | Ferrari California T    |
| 2015 | Ferrari 488 GTB         |
| 2017 | Ferrari Portofino       |
| 2019 | Ferrari Roma            |